# The Guilty Feminist
The Guilty Feminist («La feminista culpable») es un podcast de humor feminista dirigido y presentado por Deborah Frances-White. Creado en 2015 por Deborah Frances-White y Sofie Hagen, en este programa se debaten temas «en los que cualquier feminista del siglo XXI estaría de acuerdo» y se graba frente a un público en directo.

## Descripción
La idea original del podcast surgió a raíz de las frecuentes conversaciones que las cómicas mantenían sobre sus hipocresías y doble moral. Hagen y Frances-White copresentaron juntas el podcast hasta septiembre de 2016, cuando Hagen lo abandonó, y desde entonces cada episodio está copresentado por una invitada diferente.
Todos los episodios abren con la frase «Soy feminista, pero…», seguida de una confesión, normalmente graciosa, de algo antifeminista que la persona invitada haya hecho, dicho o pensado alguna vez. Cada episodio gira en torno a un tema determinado, como los estereotipos, la depilación, la menstruación o el deseo de no tener hijos. Las presentadoras se marcan retos personales semanales y, al final de cada episodio, invitan al público a hacerles preguntas.
Por el programa han pasado invitadas como Shappi Khorsandi, Gemma Arterton, Dawn O'Porter y Aisling Bea. Frances-White aspira a crear una mesa de invitados diversa e inclusiva.

## Recepción
El podcast fue seleccionado en 2017 para la categoría de Internet de los premios Chortle Awards y fue candidato al mejor podcast de los Audio & Radio Industry Awards de 2017. En la lista de mejores pódcast de 2017 de The Guardian, Kathryn Bromwich eligió The Guilty Feminist como uno de sus seis pódcast favoritos para la categoría «sexo, vida y relaciones».
El podcast se ha descargado más de 25 millones de veces.